# Wyżnia Lalkowa Turniczka

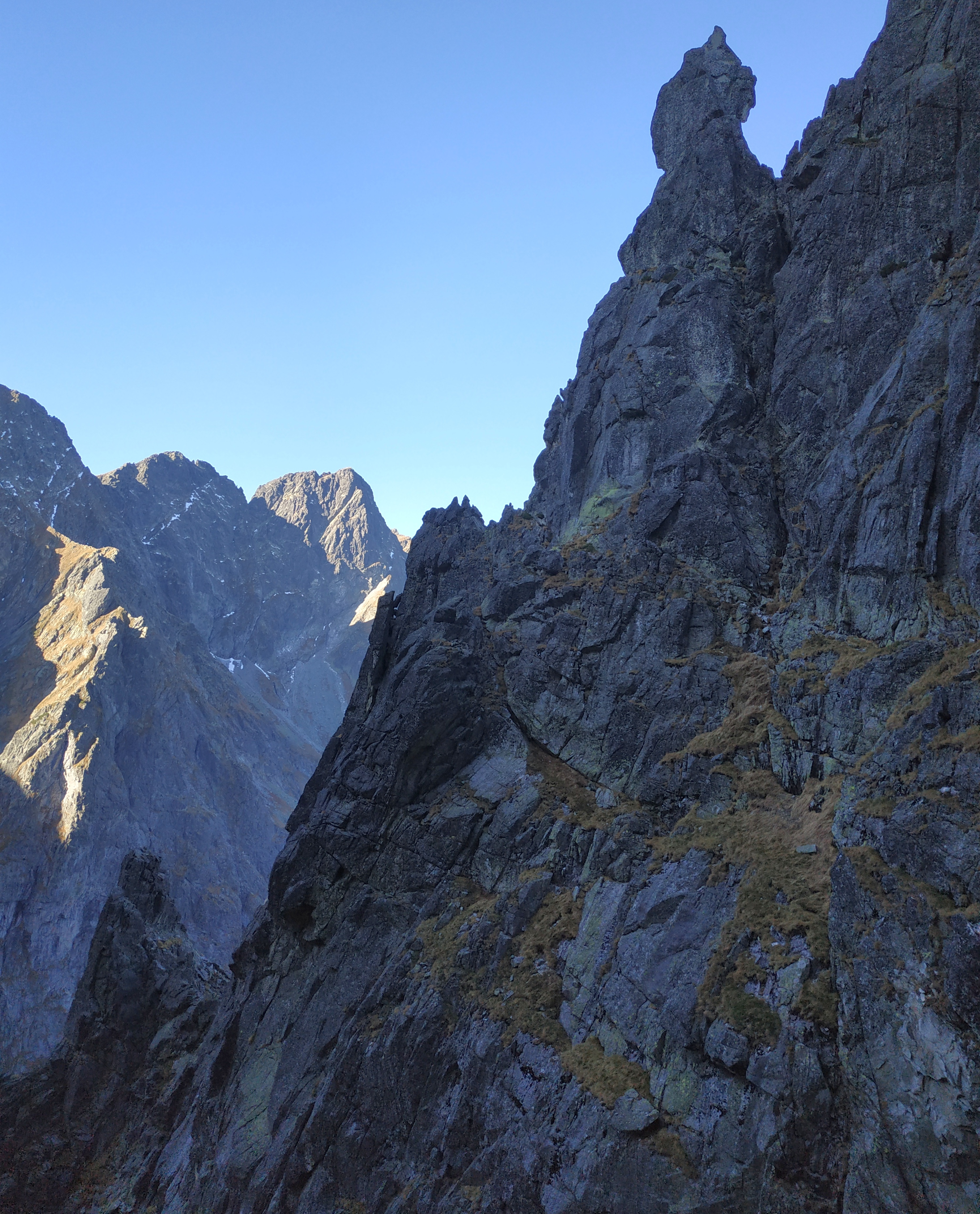
Żabia Lalka, Wyżnia i Pośrednia Lalkowa Turniczka

Wyżnia Lalkowa Turniczka (niem. Oberer Puppendurchgang, słow. Vyšná lalková vežička, węg. Felső-Békásbabai-tornyocska) – turniczka w południowo-zachodniej, opadającej do Czarnostawiańskiego Kotła grani Żabiego Mnicha w Tatrach Polskich. Znajduje się pomiędzy Pośrednim Lalkowym Przechodem i Wyżnim Lalkowym Przechodem. W kierunku północno-wschodnim od turniczki ciągnie się związany z nią topograficznie Lalkowy Mur.
Południowo-zachodnia grań Żabiego Mnicha udostępniona jest do wspinaczki skalnej i jest to jeden z najbardziej popularnych rejonów wspinaczkowych nad Morskim Okiem. Przez Wyżnią Lalkową Turniczkę prowadzi droga wspinaczkowa Południowo-zachodnią granią Żabiego Mnicha. Zaczyna się przy rozdrożu wydeptanych przez taterników ścieżek poniżej Niżniego Lalkowego Przechodu. Czas przejścia na Wyżnią Białczańską Przełęcz 3 godz., trudność V w skali tatrzańskiej. Z Pośredniego Lalkowego Przechodu można na Wyżnią Lalkową Turniczkę wyjść kilkoma wariantami:
- po jej lewej (patrząc od dołu) stronie krawędzią grani i krótkimi kominkami (V)
- najpierw około 30 m w dół, a następnie „Ekierką” – trójkątnym, przewieszonym okapikiem w górę na Lalkowy Zachód i nim na Wyżni Lalkowy Przechód (V)
- zejście jeszcze niżej, następnie wąskim kominkiem w górę przez Lalkowy Mur (2 wyciągi) na Lalkowy Zachód i nim na Wyżni Lalkowy Przechód (IV-)
- jak wyżej w dół, następnie wielkim zacięciem w Lalkowym Murze na Lalkowy Zachód i nim na Wyżni Lalkowy Przechód (V)[2].

Autorem nazwy turniczki jest Władysław Cywiński.

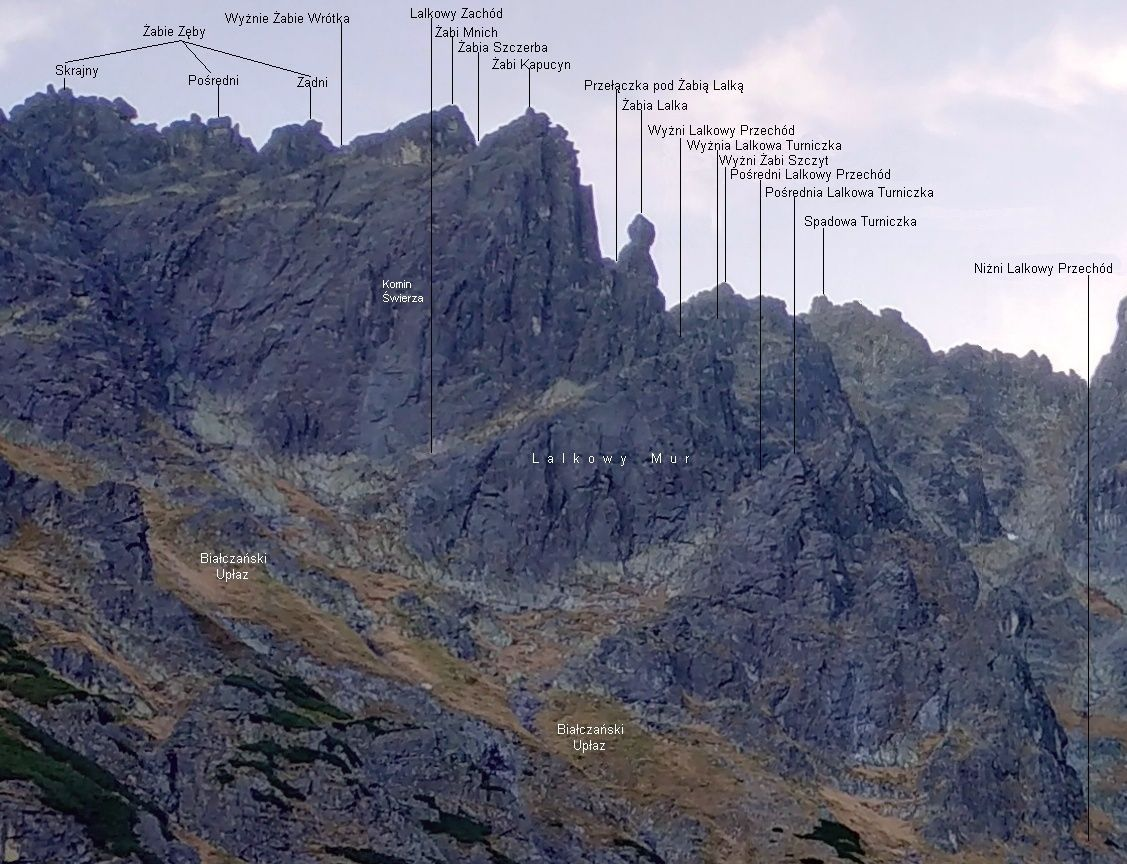
Widok od północy